# 御一家
御一家（ごいっか）は、足利将軍家の同族の中でも征夷大将軍継承権を有し、室町幕府においては管領と同格もしくは上の家格として扱われた吉良氏・渋川氏・石橋氏のこと。特に吉良氏は御一家の中でも筆頭に位置づけられて、管領よりも上位に位置づけられていた。なお、石橋・渋川両氏間の家格の上下は確定されなかった。
なお、御一家の問題を研究してきた谷口雄太は「御一家」には2つの用法があり、従来の吉良・渋川・石橋の3氏を指す用法の他に（"足利"を称する資格のない）足利氏の一門諸氏を指す用法があったことを指摘し、自身の造語であることを断った上で前者を「（足利）御三家」、後者を「（足利）一門」と呼ぶことを提唱している。なお谷口の最新著（2022）では、改めて「御三家」という用語を用いているので、参考文献を参照のこと。

## 概要
御一家は京都の室町幕府および鎌倉の鎌倉府において別個に組織されていたが、この3氏をもって「御一家衆」と称した（ただし、関東地方に根拠を持つ石橋氏は不在のため、実質は2氏）。他にも石塔氏や一色氏、あるいは関東地方の有力武家である岩松氏・山内上杉氏・後北条氏を御一家に加える文献もあるものの、前者は実際に待遇を受けたことを示す証拠がなく、後者は後から御一家と同等の待遇を受けたもので、書札礼などにおいては依然として格差を付けられていた。
吉良・渋川・石橋の3氏は足利義氏の子孫であり、吉良氏の祖は義氏の子で惣領を継いだ足利泰氏の庶兄とされる義継・長氏兄弟、石橋氏の祖は泰氏の子で次代の足利頼氏の庶兄にあたる足利家氏、渋川氏の祖も同じく頼氏の庶兄の兼氏である（いずれも『見聞諸家紋』）。いずれも、足利氏の庶子家の中でも「惣領の庶兄」を祖先とする家柄であり、鎌倉時代を通じて「足利」を名乗ることが認められていた家であった。足利氏の惣領であった足利尊氏が征夷大将軍に任じられて武家の棟梁として室町幕府を開いて以降、これらの家々が「足利」の号を名乗るのを規制されるようになる
谷口雄太の研究によれば、この3氏が御一家として特別な地位を与えられるようになったのは、永享年間（1430年代）であったと推定されている。応永32年（1425年）に征夷大将軍であった足利義量が死去し、数年にわたって将軍職が空位の時期が続いた。最終的には僧侶となっていた義円（足利義教）が還俗の後に将軍職を継承することになるが、足利将軍家の断絶の危機が真剣にささやかれた。この事態を受けて、幕政上の具体的な役割はなくても、足利将軍家が万が一断絶した際にこれを継承する血統が必要とされた。それが「御一家」成立の理由になったとみられている。こうした谷口の研究に対して、木下聡は御一家創設の理由として御連枝の中絶を挙げている。御連枝とは将軍の近親者であるが、足利義満の実弟である足利満詮の息子は全員出家してその後を継がず、足利義持の実弟である足利義嗣（義満の子でもある）は上杉禅秀の乱に連座して兄に滅ぼされた。このため御連枝に該当する者がいなくなったが、義嗣のように反将軍勢力に擁立されるのを警戒して御連枝をそのまま不在の状態にしてしまった。そのため、それに代わる制度として設けられたのが御一家であったとしている。
一方、「御一家」の成立によって、鎌倉公方家と斯波氏が足利将軍家の継承から排除されることになった。前者は足利尊氏の血を引く足利将軍家の分家の1つで、事あるごとに足利将軍家の継承権を主張してきた存在であり、後者は石橋氏と同じ足利家氏を祖に持つ庶子家の中でも最有力な家であるとともに室町幕府では管領を務める有力守護大名であった。斯波氏は「御一家」の基準に適合していたものの従来通りの管領家の地位に置かれたことにより「三職（管領）より格上」とされた吉良氏の下の家格へと実質的に落とされる結果となった。なお、鎌倉府の「御一家」についての経緯については不詳であるが、京都における「御一家」成立で将軍職継承から遠ざけられた鎌倉公方が、京都の将軍に対抗する権威づけのために設置したとみられている。
ちなみに、吉良氏の庶流であった今川氏には「室町殿の御子孫たへなは吉良につかせ、吉良もたへは今川につかせよ」（『 今川記』）という言葉が存在していたが、これは今川氏が自分たちの宗家筋にあたる御一家・吉良氏の継承権に対して強い関心を抱いていたことを示している。